# Montreux
Montreux là một khu tự quản ở huyện Riviera-Pays-d'Enhaut trong bang Vaud, Thụy Sĩ
Montreux tọa lạc ở bên hồ Geneva tại chân núi Alps và có dân số (thời điểm tháng 12/2014) là 26.208 người và gần 90.000 người ở vùng đô thị.